# Branimir Chorwacki
Branimir (zm. 892) z dynastii Domagojewiczów, uznany przez Papieża Jana VIII za księcia Chorwacji (Dux Chroatorum). Panował w latach 879–892. Do jego największych zasług należało zachowanie niezależności swojego księstwa od Franków i Bizancjum.
W roku 879 w Kninie poprzedni władca – Zdesław – zginął w walce z Branimirem. Branimir uzyskał poparcie papiestwa, które niechętnie patrzyło jak Chorwacja wpada w bizantyjską strefę wpływów. 21 maja tego samego roku papież legitymizuje władzę Domagojewicza (potwierdzenie 7 czerwca). Oznaczało to akceptację istnienia państwa chorwackiego jako legalnego państwa. Wenecja została przez to zmuszona uznać uległość wobec Branimira i płaciła 710 dukatów daniny. W roku 880 chorwackie siły zbrojne stały się eskortą papieża w tym regionie.
Podczas panowania Branimira biskupstwo Nin zostało uznane przez papiestwo. Arcybiskup Splitu chciał uzależnienia państwa od Konstantynopola, co było sprzeczne z wizją księcia. W wyniku intryg kościelnych i dworskich biskupstwo Nin przeistoczyło się w arcybiskupstwo Splitu, degradując poprzedniego arcybiskupa. Ingerencja władzy świeckiej w sprawy duchowe spowodowała pogorszenie stosunków z Rzymem. Kolejne pogorszenie relacji spowodowały uznanie przez Domagojewicza języka starocerkiewnosłowiańskiego na równi z łaciną w liturgii.
Jego imię może oznaczać "obrońca pokoju", gdyż "mir" oznacza pokój. Obecnie Order Księcia Branimira jest jednym z najwyższych orderów chorwackich.